# Gebrouwen door Vrouwen
Gebrouwen door Vrouwen is een Amsterdams biermerk, opgericht in 2015 door de zussen Do en Tessel de Heij. Het betreft een brouwerijhuurder. Anno 2020 worden de bieren gebrouwen in de ketels van de brouwerijen Jopen en Troost.

## Geschiedenis
In 2013 begonnen de zussen Do en Tessel de Heij met het hobby brouwen van bier in hun keuken. Dit groeide uit tot een onderneming en in 2015 werd het bedrijf officieel opgericht.
Na in 2016 de tweede plaats te behalen in de AH Product Pitch, werd het voor een jaar lang in alle AH-winkels verkocht in Nederland. Hierdoor groeide het merk verder door.
In 2019 opende de brouwerij een eigen bar in Amsterdam na een succesvolle crowdfundactie.

## Bieren

### Vast assortiment
- Bloesem Blond, Blond Bier met Bloesem, 6,2%
- Gin Weizen, Weizen Bier met Ginkruiden, 6%
- Gember Goud, Pale Ale met Gember, 4,7%
- Tricky Tripel, Tripel, 7,8%
- Zonnig Zeewit, White Ale met zeewier, 3,8%

### Seizoensbieren / Limited Editions
- Citrus Paradisi, Witbier met grapefruit en citroengras, 4,8%
- Pumpkin Party, Pompoenbier, 6,9%
- Glüh Weizen, Donker Witbier met kruiden van glühwein, 6,5%
- Een Blik Emoties, Double IPA, 8%